# Reinbert Schauer
Reinbert Schauer (* 8. November 1943 in Wien) ist ein österreichischer Wirtschaftswissenschaftler und Professor für Betriebswirtschaftslehre (mit Schwerpunkt öffentliche Verwaltungen, öffentliche Unternehmen und Nonprofit-Organisationen) an der Johannes Kepler Universität (JKU) Linz. Er leitet das Institut für Betriebswirtschaftslehre der gemeinwirtschaftlichen Unternehmen.

## Leben
Reinbert Schauer studierte ab 1962 an der Hochschule für Welthandel in Wien, an der er 1968 zum Doktor der Handelswissenschaften promovierte. 1978 wurde ihm an der Sozial- und Wirtschaftswissenschaftlichen Fakultät der Universität Graz die Lehrbefugnis für Allgemeine Betriebswirtschaftslehre erteilt. Ein Jahr später wurde er als o.Univ.Prof. für Betriebswirtschaftslehre der öffentlichen Verwaltung und der öffentlichen Dienste an die JKU berufen und zum Vorstand des Instituts für Betriebswirtschaftslehre der Gemeinwirtschaftlichen Unternehmen bestellt. Von 1995 bis 1998 war er Studiendekan der Sozial- und Wirtschaftswissenschaftlichen Fakultät der JKU, von 1995 bis 2009 Präsident des Institutsrates des Instituts für Verbands-, Stiftungs- und Genossenschaftsmanagement an der Partner-Universität Fribourg. Zudem übernahm er mehrere Gastprofessuren an den Universitäten Fribourg, Bern, Basel, Budweis, Prag und Budapest. Er ist Ehrenmitglied der Österreichischen Verkehrswissenschaftlichen Gesellschaft.

## Arbeits- und Forschungsschwerpunkte
- Leistungsfähiges öffentliches Rechnungswesen
- Rechnungswesen und Controlling in Nonprofit-Organisationen
- Öffentliche Betriebswirtschaftslehre – Public Management
- Betriebswirtschaftslehre – Grundlagen
- NPO-Forschung im deutschsprachigen Raum

## Preise
- Julius-Raab-Medaille für Verdienste um die österreichische Wirtschaft 2008
- Wissenschaftspreis der Rudolf Trauner Stiftung 2007
- Leopold Kunschak-Wissenschaftspreis 1979